# 比叙
比叙（法語：Bussu，法語發音：[bysy]）是法国上法蘭西大區索姆省的一个市镇，属于佩罗讷区。

## 地理
比叙（49°56'44"N, 2°58'36"E）面积6.79 平方千米，位于法国上法蘭西大區索姆省，该省份为法国北部沿海省份，北起加来海峡省和北部省，西接滨海塞纳省和大西洋英吉利海峡，南至瓦兹省，东临埃纳省。
与比叙接壤的市镇（或旧市镇、城区）包括：上艾兹库尔、阿莱讷、比尔-库尔塞勒、杜万、德里安库尔、佩罗讷。

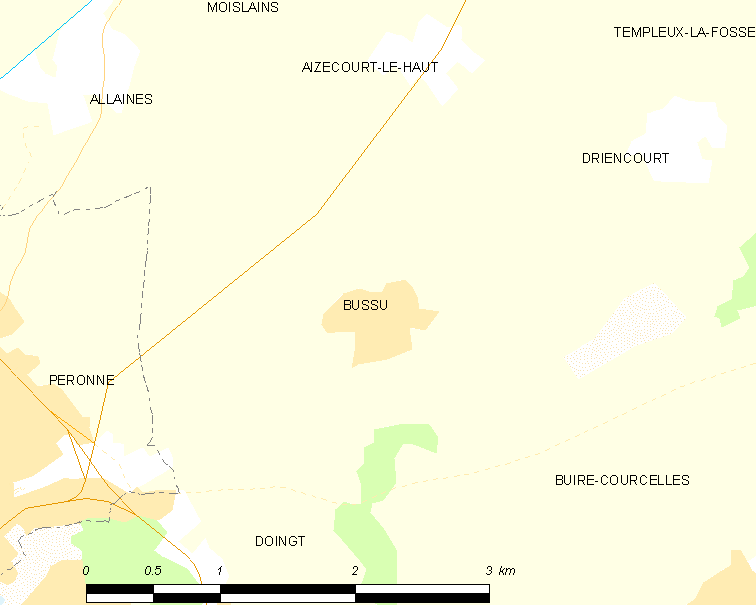
比叙的OSM定位图

比叙的时区为UTC+01:00、UTC+02:00（夏令时）。

## 行政
比叙的邮政编码为80200，INSEE市镇编码为80154。

## 政治
比叙所属的省级选区为佩罗讷县。

## 人口

1962-2008年间比叙人口变化图示

比叙于2022年1月1日时的人口数量为217人。